# Edmondo Matter
Edmondo Matter (Mestre, 22 agosto 1886 – Opacchiasella, 16 settembre 1916) è stato un militare italiano, insignito della medaglia d'oro al valor militare alla memoria nel corso della prima guerra mondiale.

## Biografia
Nacque a Mestre il 22 agosto 1886, da una famiglia di origini alsaziane che risiedeva nella villa Marini Missana, presso Carpenedo di Mestre. Dopo aver conseguito il diploma di scuola tecnica, nel 1906 si laureò  in scienze economiche, sposando in quello stesso anno la signorina Anna Maria Marini Missana.  Mentre lavorava nell'azienda di famiglia, si dedicò alla pittura, e per affinare la sua tecnica frequentò per un certo periodo l'Accademia di belle arti di Venezia e l'Accademia di Monaco di Baviera.
Nell'aprile 1915, poco prima dell'entrata in guerra dell'Italia, venne richiamato alle armi ed assegnato come sottotenente di complemento al 55º Reggimento fanteria della Brigata Marche, schierato sul fronte ampezzano. Il 28 maggio 1915, mentre era a capo di una pattuglia di diciotto uomini della 9ª compagnia del 3º battaglione, riuscì ad occupare Cortina (allora sotto la dominazione dell'Impero austro-ungarico) senza che nessuno dei suoi uomini rimanesse ferito. La cittadina fu poi saldamente conquistata il giorno successivo da altre truppe italiane.
Il 17 luglio successivo nel corso della sanguinosa battaglia di monte Piana, dimostrò il proprio eroismo continuando a combattere e a spronare i commilitoni nonostante fosse stato ferito ad un piede.
Promosso al grado di capitano, venne trasferito sul fronte dell'Isonzo. Trovò la morte nel corso della settima battaglia, il 16 settembre 1916, durante la conquista di Opacchiasella. Benché gravemente ferito, continuò ad avanzare e ad incitare i suoi soldati. Ricoverato in un ospedale da campo si spegneva poco dopo.
I suoi meriti di guerra gli valsero la concessione della medaglia d'oro al valor militare, massima onorificenza italiana.
A lui sono intitolati una centralissima piazza di Mestre, una scuola elementare a Martellago e una via a Casale sul Sile. In passato era intitolata ad Edmondo Matter anche una caserma militare nel centro di Mestre, attiva fino al 18 maggio 1999 e sede del Comando e della Compagnia Comando e Servizi del Reggimento lagunari "Serenissima" (in seguito trasferita presso l'attuale caserma di Carpenedo in via Terraglio). Nel 2008 l'ex caserma Matter di Mestre è stata acquistata dalla Fondazione di Venezia per la realizzazione del polo culturale del Museo M9.

### Annotazioni
1. ↑  Il 3º Battaglione era al comando del maggiore cavaliere ufficiale Angelo Bosi, medaglia d'argento al valor militare alla memoria, caduto durante la battaglia di Monte Piana.
2. ↑  Il Monte Piana è posto tra le Tre Cime di Lavaredo e il Lago di Misurina.
3. ↑  Solamente al termine del combattimento accettò di farsi medicare, facendosi ricoverare al posto di medicazione di Misurina.

### Fonti
1. ↑  Cavaciocchi, Ungari 2014, p. 22, la mobilitazione generale fu dichiarata il giorno 22 maggio, ma era già stata preceduta da un periodo di mobilitazione occulta.
2. 1 2 3  Samuel 2015, p. 15.
3. 1 2  Lazzari 2009, p. 14.
4. ↑  Cavaciocchi, Ungari 2014, p. 134.
5. 1 2  Cavaciocchi, Ungari 2014, p. 135.
6. ↑   Caserma "Edmondo Matter" - Venezia Mestre, su Associazione Lagunari - Sezione di Bergamo. URL consultato il 1º luglio 2019.
7. ↑   Medaglia d'oro al valor militare Matter Edmondo, su quirinale.it, Quirinale. URL consultato il 26 maggio 2011.